# Jampie Kuneman

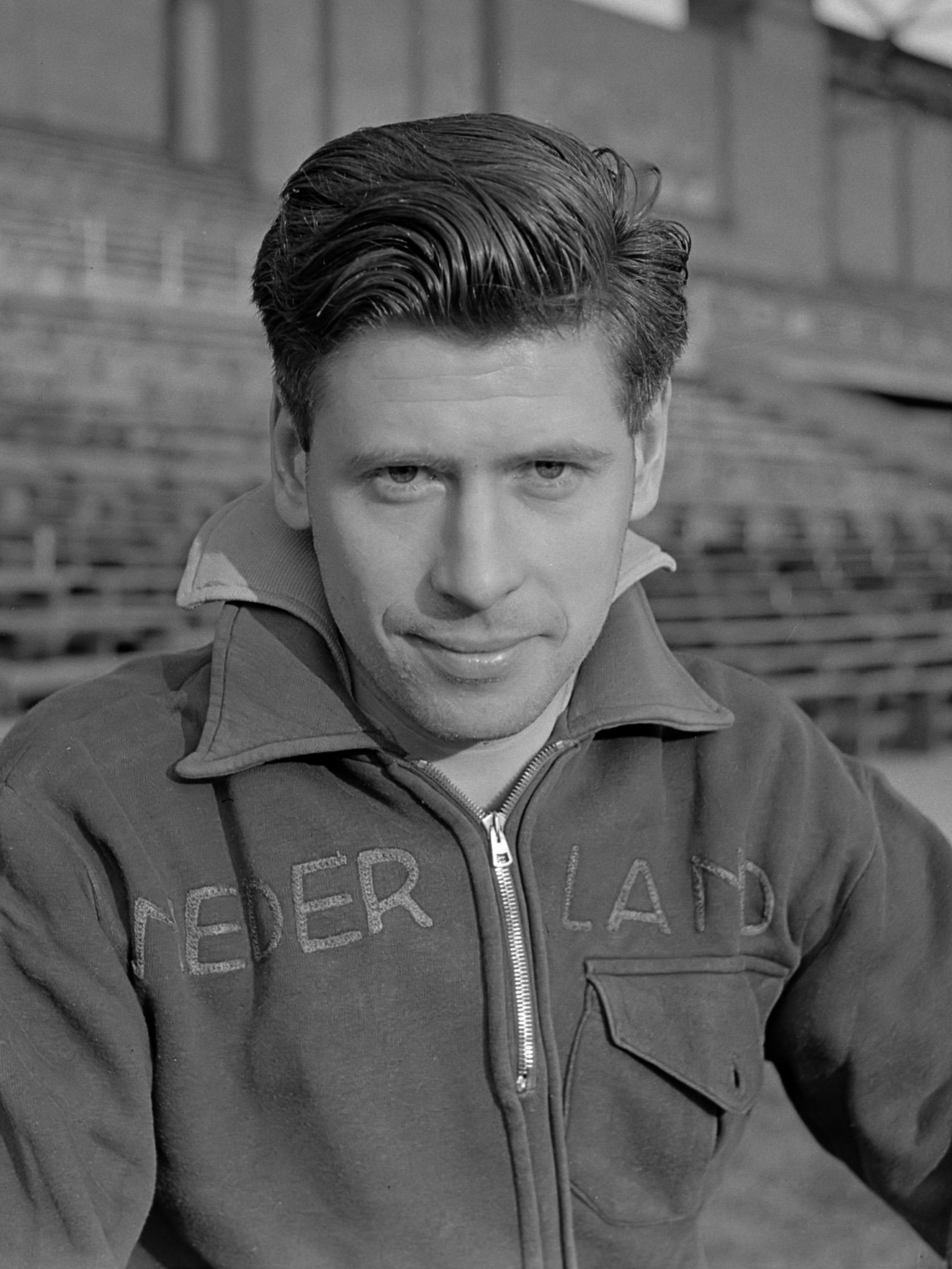
Jampie Kuneman in 1951

Jean Jacques 'Jampie' Kuneman (Den Haag, 20 juli 1923 – 9 april 2018) was een Nederlands voetballer en verzetsstrijder.
Hij doorliep het gymnasium en vluchtte in 1943 tijdens de Tweede Wereldoorlog naar Frankrijk. In 1944 keerde hij met de Prinses Irene Brigade terug en had een rol bij de bevrijding. 
Kuneman speelde meer dan tien jaar als aanvaller voor HBS, waarin hij 252 wedstrijden speelde en 47 doelpunten maakte. In 1951 speelde hij tweemaal voor het Nederlands voetbalelftal. Dat jaar zag hij af van een overgang naar Lille OSC. Hij werd in 1962 lid van verdienste van HBS, waarvoor hij ook nog eens negen jaar actief was in het cricket. Hij studeerde rechten aan de Rijksuniversiteit Leiden en was later werkzaam in de farmacie.
Kuneman overleed op 94-jarige leeftijd.